# 迪特尔·克劳泽
迪特尔·克劳泽（德語：Dieter Krause，1936年1月18日—2020年8月10日），德国男子皮划艇运动员。他曾代表德国联队参加1960年夏季奥林匹克运动会皮划艇比赛，获得男子单人皮艇4×500米接力金牌。